# Уорсли, Генри
Аластер Эдвард Генри Уорсли (англ. Alastair Edward Henry Worsley; 4 октября 1960, Лондон, Англия, Великобритания — 24 января 2016, Пунта-Аренас, Магальянес, Чили) — британский военный деятель и полярный исследователь, подполковник Британской армии, кавалер Ордена Британской империи и Полярной медали.
Генри Уорсли родился в 1960 году в Лондоне. Окончив школу, он поступил в Королевскую военную академию в Сандхерсте и в 1980 году начал службу в Британской армии. Во время службы Уорсли принял участие в нескольких военных кампаниях, в том числе в Афганистане, Боснии и Косове. За выполнение специальных задач в Северной Ирландии он был возведён в звание Кавалера Ордена Британской империи. Прослужив 36 лет в армии, в 2015 году Уорсли в звании подполковника вышел в отставку.
Состоя в дальнем родстве с Фрэнком Уорсли и с детства интересуясь исследователями Антарктики, Генри Уорсли активно путешествовал и занимался полярными исследованиями. В 2008—2009 годах он совершил экспедицию в Антарктиду, во время которой предпринял попытку покорения Южного полюса и прошёл по маршруту первой экспедиции Эрнеста Шеклтона. Экспедиция 2011—2012 годов оказалась более удачной: Уорсли достиг Южного полюса, пройдя первым по маршрутам двух одновременных экспедиций Руаля Амундсена и Роберта Скотта, а также собрал более 500 тысяч фунтов стерлингов в фонд помощи ветеранам войн.
В 2015 году Генри Уорсли отправился в третью экспедицию на Южный полюс, заручившись поддержкой принца Уильяма, герцога Кембриджского. Он намеревался в одиночку, рассчитывая исключительно на свои силы и без какой-либо помощи извне, пройти через Южный полюс по маршруту Шеклтона 1914 года. Во время путешествия Уорсли пришлось столкнуться с экстремально низкими температурами, негативным влиянием высоты, нарушением пространственной навигации среди бескрайнего снежно-ледового ландшафта, а главное, проблемами со здоровьем, из-за чего 22 января 2016 года — на 71-й день экспедиции, на фоне истощения и обезвоживания, как выяснилось позднее, вызванных бактериальным перитонитом, Уорсли всего в 30 милях от конечной цели путешествия вызвал помощь по спутниковому телефону, после чего в ходе спасательной операции был эвакуирован в город Пунта-Аренас (Чили). Перенеся операцию, 24 января он скончался в местной клинике из-за полиорганной недостаточности в возрасте 55 лет.
В 2017 году Уорсли был посмертно награждён Полярной медалью, которую его вдове вручил лично принц Уильям.

## Биография

### Молодые годы, семья и образование
Генри Уорсли родился 4 октября 1960 года в доме материнства Гаррет Андерсон на 40-й Белсайз-гроув в Лондоне, Англия. Он был единственным сыном подполковника Ричарда Уорсли и Сары Энн «Салли» Митчелл, поженившихся 6 мая 1959 года в церкви Святой Троицы на Бромптон-роуд. Для Ричарда, принявшего участие во Второй мировой войне и Суэцком кризисе, это был первый брак. Салли была старшей дочерью бригадира Дж. А. Х. Митчелла, служащего посольства Великобритании в Париже. Двоюродными дедушками Генри по отцовской линии были известные крикетисты Артур и Чарльз Уорсли. У него также была сестра — Шарлотта. После того как его первый брак закончился разводом, в 1980 году генерал сэр Ричард Уорсли женился во второй раз на Кэролайн Сесиль Дьюар.
С детства Генри Уорсли интересовался исследователями Антарктики начала XX века, в том числе достижениями Роберта Скотта. Он состоял в дальнем родстве с Фрэнком Уорсли — капитаном «Endurance» и «Quest» — судов антарктических экспедиций Эрнеста Шеклтона.
Генри окончил частную начальную школу «Селвин-хаус», а затем старшую школу для мальчиков «Стоу» (графство Бакингемшир), во время учёбы в которой он преуспел в спорте и был капитаном команды по крикету. Там Уорсли получил прозвище «Курли Вурли». После окончания школы поступил в Королевскую военную академию в Сандхерсте.

### Военная карьера
12 апреля 1980 года Уорсли в звании второго лейтенанта (личный номер 509600) был распределён в Королевский полк зелёных курток Британской армии. 12 апреля 1982 года получил звание лейтенанта, а 12 октября 1986 года был повышен до капитана. В 1988 году прошёл курс отбора в Особую воздушную службу и был переведён в 22-й полк. После окончания Штабного колледжа, 30 сентября 1992 года получил звание майор. С 1993 по 1996 год служил начальником штаба 143-й Уэст-Мидлендской бригады. С 1996 года по 1998 год командиром 1-го батальона Королевского полка зелёных курток. 30 июня 2000 года ему было присвоено звание подполковника. С 2000 по 2002 год Уорсли командовал 2-м батальоном Королевского полка зелёных курток. В 2001 году он принял участие в британской военной кампании в Афганистане — операции «Веритас», призванной помочь становлению нового правительства и его борьбе против талибов до начала операции «Херрик». В составе Особой воздушной службы он совершил четыре командировки, в том числе две — в Афганистан, где в 2006 году он первым вошёл в провинцию Гильменд для того, чтобы успокоить местных имамов и старейшин, разъяснив им мотивы прибытия целевой группировки британских сил. Также служил в Северной Ирландии, Боснии и Косове. В Северной Ирландии он выполнял «специальные задачи» в составе 14-й разведывательной роты, а в Боснии помогал искать военных преступников. Во время своей последней командировки Уорсли отвечал за координацию действий между Британской армией и силами специальных операций США в Пентагоне. 4 октября 2015 года в звании подполковника вышел в отставку после 36 лет военной службы.

### Антарктические экспедиции

#### 2008—2009

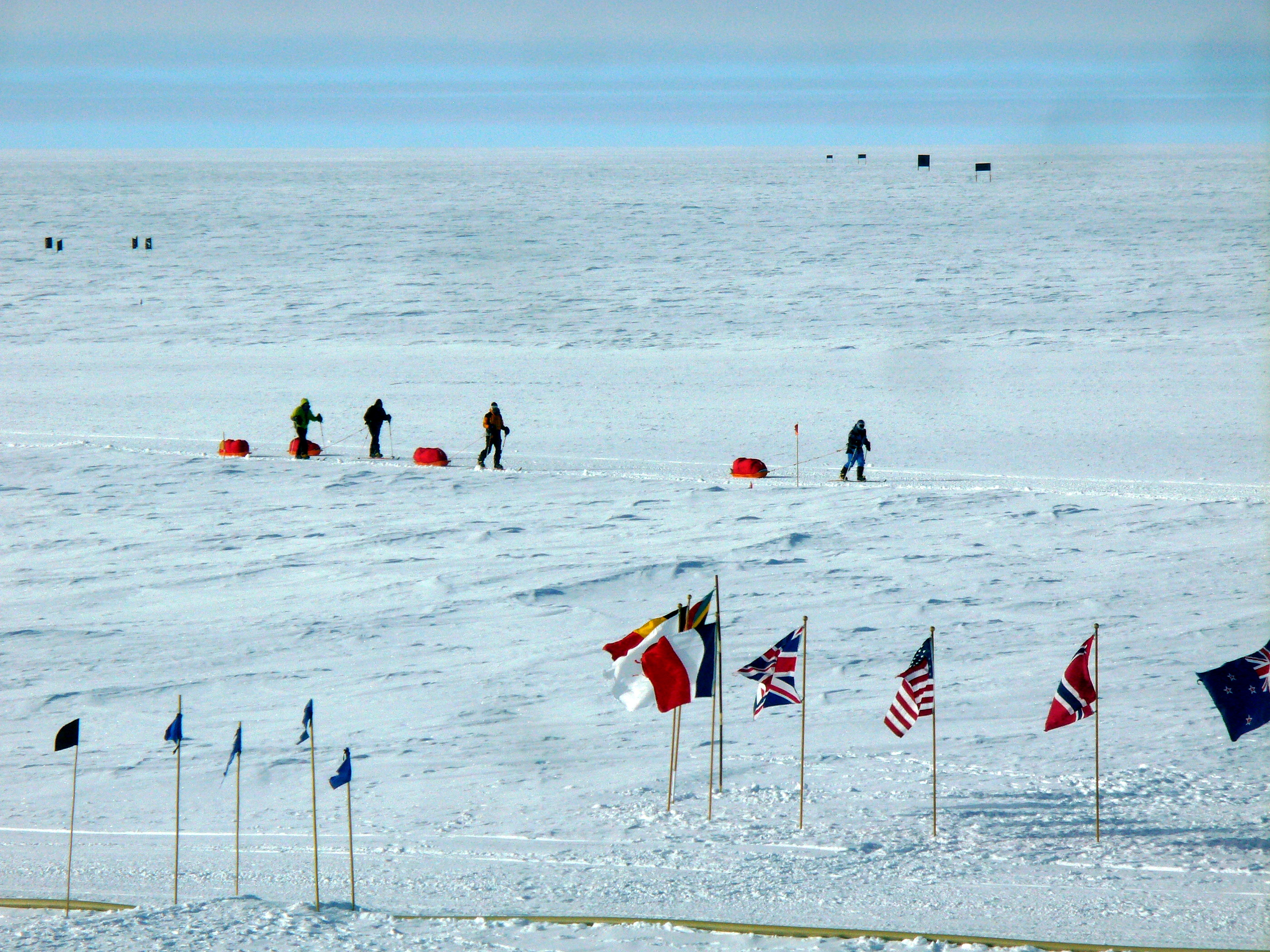
Экспедиция на Южный полюс, 2009 год

В 2008 году, в честь столетия первой экспедиции Эрнеста Шеклтона, по его пути прошла команда в составе Генри Уорсли, Уилла Гоу и Генри Адамса. Данное трио за 59 дней преодолело ледник Росса и поднялось по леднику Бирдмора у Трансантарктических гор на плато, после чего достигло точки в 97 миль (156 км) от Южного полюса, где в 1912 году развернулся Шеклтон — дальше пошли лишь Уорсли и Гоу, сумевшие на 66 день дойти до географического Южного полюса, держа в руках исторический компас Шеклтона. Их путь оказался был длиннее маршрута отряда, возглавляемого Марком Лэнгриджом и параллельно отправившегося в отдельную экспедицию — от бухты Геркулеса до Южного полюса. Несколько членов этих команд являлись потомками членов экспедиции Шеклтона: в частности, Гоу был внучатым племянником самого Шеклтона, а Адамс — правнуком Джеймсона Адамса, помощника Шеклтона в экспедиции на судне «Nimrod».

#### 2011—2012
В 2011 году, в честь столетия двух одновременных экспедиций Руаля Амундсена и Роберта Скотта, по их маршрутам прошли две команды под руководством Генри Уорсли и Лу Радда из 4 и 3 человек, соответственно. За 70 дней Уорсли преодолел путь длиной в 900 миль (1400 км) от китовой бухты по леднику Хейберга и достиг Южного полюса. Таким образом он стал первым человеком, успешно прошедшим по маршрутам двух классических экспедиций — Шеклтона, Амундсена и Скотта. Целью экспедиций 2011—2012 годов стал сбор 500 тысяч фунтов стерлингов для фонда «The Royal British Legion», занимающегося помощью ветеранам. С собой Уорсли взял Полярную медаль, которой был посмертно награждён Лоуренс Отс, участник экспедиции Скотта.

#### 2015—2016

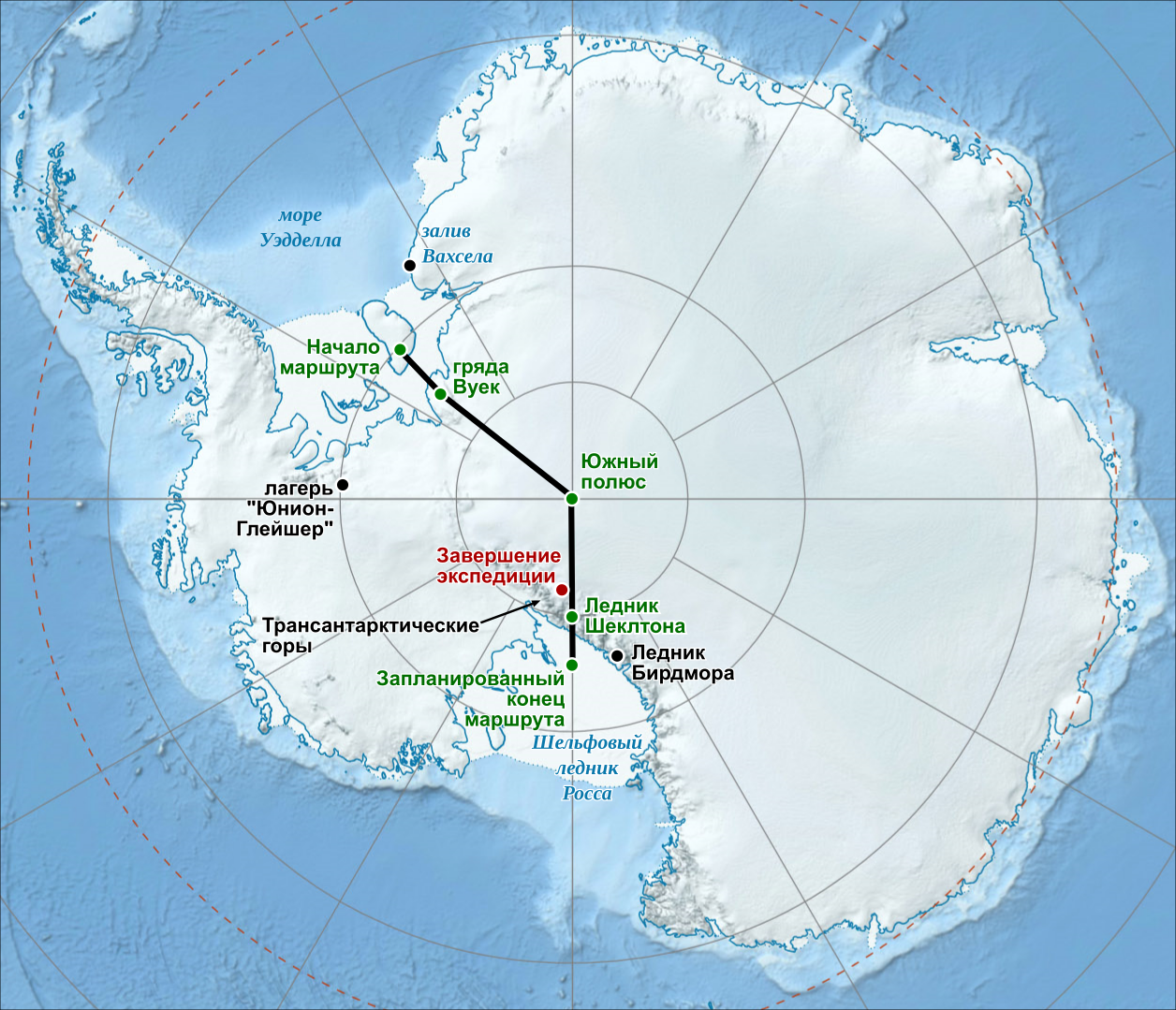
Маршрут последней антарктической экспедиции Уорсли 2015—2016 годов

Намереваясь пройти по пути неудавшейся экспедиции Шеклтона 1914 года, 15 октября 2015 года Уорсли собрал более 100 тысяч фунтов стерлингов для фонда «The Endeavour Fund», созданного в 2012 году при помощи Королевского фонда герцога и герцогини Кембриджских для финансирования программ по реабилитации раненых, травмированных и больных военнослужащих. 19 октября Уорсли встретился с принцем Уильямом в Кенсингтонском дворце, где заручился его официальным покровительством на предстоящую экспедицию и получил в подарок точную копию флага Эрнеста Шеклтона, вручённого ему в 1914 году королём Георгом V.
20 октября Уорсли вылетел в Чили и 4 ноября на самолёте ИЛ-76 прилетел в лагерь на леднике «Юнион». 13 ноября он прибыл в отправную точку своего путешествия — на остров Беркнер в заливе Гулда, близ предполагаемого начала пути Шеклтона у залива Вахсела на восточном побережье моря Уэдделла. Планируя взойти на гряду Вуек, затем достичь Южного полюса, откуда пойти на север до Трансантарктических гор и спуститься с ледника Шеклтона мимо ледника Бирдмора к шельфовому леднику Росса, за 80 дней Уорсли собирался пройти 1100 миль (1770 км) по морозу на лыжах в одиночку без какой посторонней помощи с необходимым запасом пищи, воды и топлива, палаткой, запасной одеждой и кое-каким оборудованием. В отличие Бёрге Оусланда, ставшего в 1997 году первым человеком, пересёкшим Антарктиду, Уорсли отправился в путь без кайта, с помощью которого он в случае происшествия мог поднять свои сани. Также он не взял с собой и ездовых собак. Рассчитывая потерять в весе до двух стоунов (12,7 кг), Уорсли отказался от доставок продовольствия, с помощью которых в 2012 году Фелисити Астон стала первой женщиной в одиночку пересёкшей континент.
Я отправился в это путешествие, чтобы попытаться впервые и без поддержки в одиночку пересечь Антарктический континент, добиться этого ещё никем несвершённого подвига стойкости. Но более важным было намерение повысить поддержку The Endeavour Fund, помогающего раненым солдатам в их реабилитации. После 36 лет военной карьеры и недавнего выхода в отставку, это был именно тот способ помочь тем, кому повезло меньше, чем мне. Спустя 71 день одиночества в Антарктике на более чем 900 сухопутных миль, постепенно уничтожающих мою физическую выносливость, сегодня, я наконец получил своё и с грустью сообщаю о конце путешествия — так близко к моей цели.
Проходя по 13 часов за день, к 3 января на 51-й день путешествия Уорсли прошёл 571,5 миль (1058,4 км) и достиг станции Амундсен-Скотт, после чего дата его эвакуации с Южного полюса была перенесена с 27 января на 3 февраля. Сани Уорсли весом около 300 фунтов (140 кг) застревали в глубоком снегу, из-за низких температур (-40°F) у него замерзали лицо и руки, а низкое содержание кислорода в воздухе на антарктическом плато означало, что Уорсли часто приходилось останавливаться, чтобы отдышаться. Также он испытывал проблемы с пищеварением, нуждался в достаточном количестве провизии и страдал от высотной болезни. С Уорсли случались приступы депрессии и дезориентации в пространстве среди бесконечных льдов и глубоких разломов; однажды он потерял передний зуб, когда надкусил энергетический батончик; в другой раз попал в сильный шторм, уничтоживший близлежащую колонию пингвинов. Несмотря на трудности, он ежедневно делал записи в своём аудио-журнале, в которых размышлял о своём путешествии, мировоззрении писателей или нездоровой пище. За 69 дней Уорсли преодолел 913 миль (1469 км) и остановился всего в 30 милях (48 км) от финиша. С 70-го по 71-й день экспедиции он не мог выйти из своей палатки, страдая от истощения и обезвоживания. В конце концов 22 января Уорсли попросил о помощи по спутниковому телефону, сообщив о завершении экспедиции из-за неспособности достичь поставленных целей. После эвакуации в лагерь Юнион-Глейшер ему поставили диагноз — бактериальный перитонит. Немедленно было принято решение о проведении спасательной операции и Уорсли был перевезён силами компании «Antarctic Logistics & Expeditions» со льда по воздуху в город Пунта-Аренас (Чили).

### Смерть, прощание и похороны
Потеряв более 50 фунтов (23 кг) и находясь в состоянии крайнего истощения, 24 января 2016 года Генри Уорсли скончался в возрасте 55 лет от полиорганной недостаточности после операции в клинике «Магальянес» в Пунта-Аренасе. Известие об этом было встречено с шоком теми, кто следил за экспедицией Уорсли, в то время как количество пожертвований в его фонд начало стремительно увеличиваться, вскоре составив более 200 тысяч фунтов, а затем достигнув более 315 000 фунтов, суммы втрое большей первоначально поставленной задачи. Вдова Генри, Джоанн, выпустила специальное обращение, в котором говорилось: «С чувством горя и печали я сообщаю вам, что мой муж Генри Уорсли умер от полиорганной недостаточности, несмотря на все усилия ALE и медицинского персонала клиники Магальянес в Пунта-Аренасе, Чили. Генри достиг своих целей в Shackleton Solo: собрал более 100 000 £ для Endeavour Fund для помощи пострадавшим товарищам, а также без поддержки почти завершил первое пересечение Антарктического континента. Пересечение, прошедшее в исключительно сложных погодных условиях, было приурочено к 100-летию экспедиции Шеклтона на Endurance — героя всей его жизни. От себя лично и от имени семьи я хотела бы поблагодарить многих из вас, выражавших Генри неизменную поддержку на протяжении всего его мужественного и последнего вызова и проявивших большую щедрость в отношении Endeavour Fund».

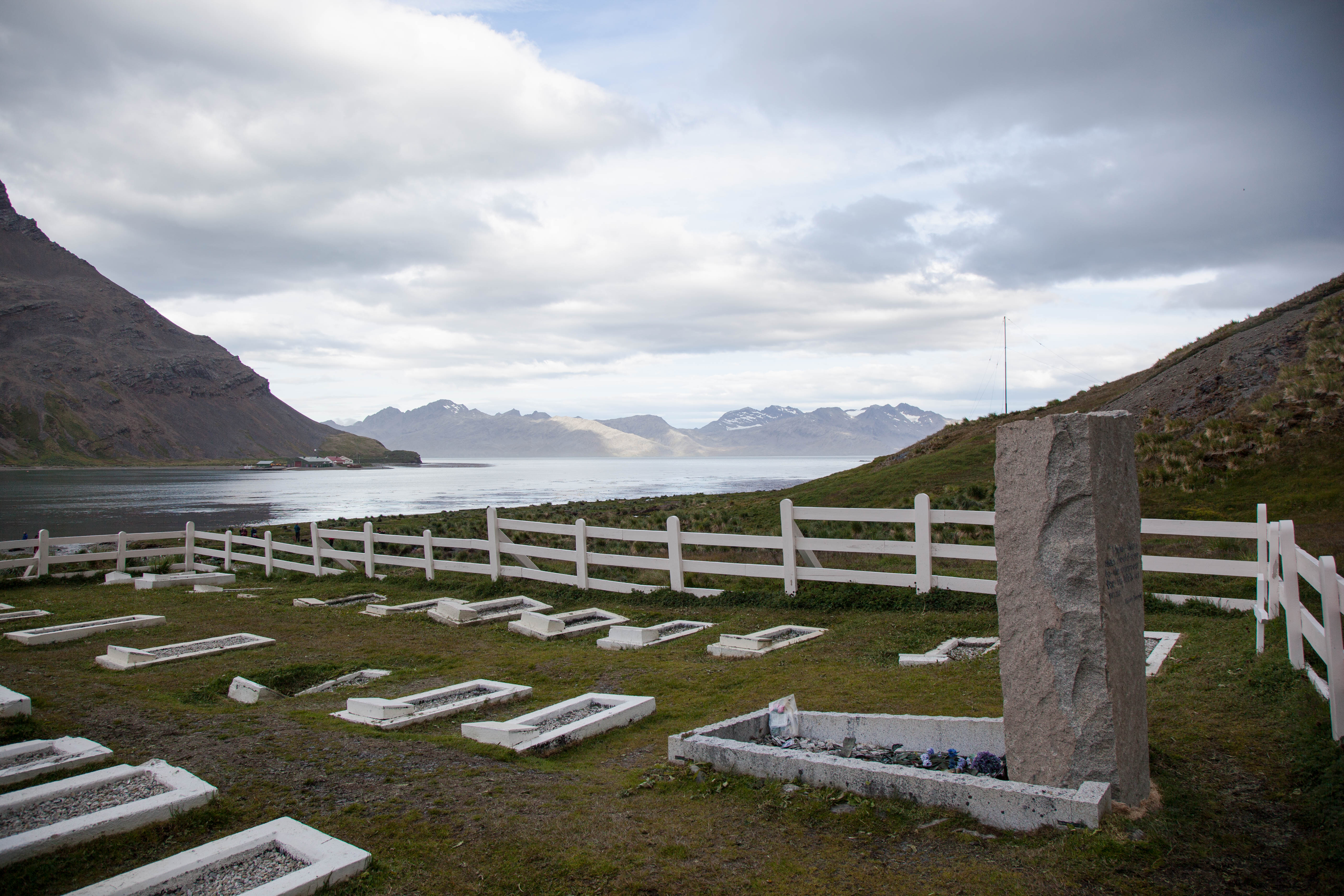
Могила Шеклтона в Южной Георгии

Принц Уильям и принц Гарри сказали, что «он был человеком, проявившим большую смелость и решимость, и мы невероятно гордимся знакомством с ним», отметив, что «мы потеряли друга, но он останется источником вдохновения для всех нас, особенно для тех, кто выиграет от поддержаного им фонда Endeavour», и добавив, что лично окажут семье Уорсли необходимую помощь «в это ужасно трудное время». Гарри Холт, председатель «The Endeavour Fund» и близкий друг Генри, несколько лет служивший с ним в Британской армии, отметил, что «мы опустошены потерей Генри Уорсли. Фонд Endeavour очень горд своей связью с выдающимися достижениями Генри, но мы скорбим о его жертве. В этот мрачный час наши мысли и молитвы с его семьей и друзьями». Находящийся в космосе астронавт Тим Пик написал в «Twitter», что мои «мысли с семьей и друзьями Генри Уорсли — истинного исследователя, искателя приключений и вдохновения для многих». Футболист Дэвид Бекхэм на своей странице в соцсети «Instagram» опубликовал совместную фотографию с Уорсли и написал, что «счастлив своим знакомством с Генри», который «на протяжении многих лет служил нашей стране». Путешественник Беар Гриллс написал в «Twitter», что «мы опустошены этой потерей. Один из самых сильных мужчин и храбрых солдат, которых я знаю». Начальник Генерального штаба генерал сэр Ник Картер сказал, что в Уорсли сочетались «экстраординарные черты мужества и решимости», а также «самая необычайная скромность и смирение».
Тело Уорсли было репатриировано в Великобританию. На церемонии прощания, прошедшей 11 февраля 2016 года в церкви Святого Павла в Найтсбридже, присутствовали члены семьи и друзья Уорсли, его товарищи по военной службе и исследовательской деятельности, а также принц Уильям, покровитель последней экспедиции в Антарктику. Все они избежали чёрных цветов в одежде и были одеты в яркие галстуки и шарфы, чтобы почтить богатую жизнь Уорсли. Во время службы над гробом, покрытым розами, были прочитаны стихотворения самого Уорсли, умелого поэта, в том числе сонет, который он посвятил Шеклтону. Уорсли был кремирован, а его прах вдова планирует похоронить рядом с Шеклтоном в Южной Георгии.

## Память

Почтовый блок острова Мэн, 2016 год

10 мая 2016 года Почтовое ведомство острова Мэн в честь столетия экспедиции Фрэнка Уорсли и в качестве дани уважения Генри Уорсли выпустило в обращение почтовый блок, включающий в себя две почтовые марки номиналом 1,75 пенни каждая. Почтовый блок оформлен фотографией Фрэнка Хёрли, запечатлевшей судно «Endurance», по обе стороны от которого размещены марки с изображением Фрэнка Уорсли и Генри Уорсли, соответственно.
В честь Уорсли была названа «Премия Генри Уорсли», главная награда благотворительного фонда «The Endeavour Fund», присуждаемая «человеку, лучше всех вдохновившему других путём демонстрации решимости перед лицом невзгод в попытке поддержать других в их выздоровлении с помощью спортивного или авантюристического вызова». Первая церемония вручения премии прошла 17 января 2017 года при участии принца Уильяма и принца Генри, вдовы Уорсли и их детей. Первым обладателем «премии Генри Уорсли» стал Нил Херитейдж, в возрасте 24 лет потерявший обе ноги от взрыва во время иракской войны в 2004 году, но после соответствующего восстановления и лечения сумевший научиться кататься на лыжах, проходить триатлон и даже заниматься скалолазанием.
В январе 2017 года группа из пяти армейских резервистов в ходе экспедиции «Spear 17», посвящённой памяти Уорсли, достигла Южного полюса и за 66 дней пересекла Антарктику по его маршруту, собрав для благотворительного фонда «ABF The Soldiers' Charity» более 100 тысяч фунтов стерлингов.

## Награды
12 октября 1993 года Уорсли был возведён в звание Кавалера Ордена Британской империи «в знак признания выдающейся службы в Северной Ирландии». 19 апреля 2002 года был удостоен Благодарности королевы за полезную службу «в знак признания доблестной и выдающейся службы в бывшей Югославии в период с 1 апреля 2001 года по 30 сентября 2001 года». 20 января 2017 года Уорсли был посмертно награждён Полярной медалью «за выдающиеся достижения и службу Соединённому Королевству в области полярных исследований Антарктики за 2016 год». Медаль была вручена 19 апреля вдове Уорсли принцем Уильямом на церемонии в Букингемском дворце.

## Личная жизнь
20 февраля 1993 года Генри Уорсли женился на Джоанне Стэйнтон в церкви Святой Марии в Чилхэме (графство Кент). У них было двое детей: сын Макс и дочь Алисия. В последние годы Уорсли жил в Фулхэме, районе на юге Лондона. Для того, чтобы успокоить нервы во время службы в армии, Уорсли занялся шитьём, основам которого впоследствии обучал заключённых тюрьмы «Уандсворт». Также он увлекался конной ездой и крикетом. Согласно завещанию, подписанному Уорсли за 38 дней до начала экспедиции, он оставил своей жене более 4 миллионов фунтов стерлингов.

## Фильмография
- Timeshift: Of Ice and Men. (Series 11, Episode 7 of 12). BBC Four, 3 November 2011.

## Комментарии
1. ↑  Путь экспедиции Скотта практически совпадал с маршрутом экспедиции Шеклтона[28].